# 亨德里克森 (密蘇里州)
亨德里克森（英語：Hendrickson）是位於美國密蘇里州巴特勒縣的非建制地區。

## 歷史
亨德里克森的郵局於1875年設立，其後於1976年停運。

## 地理
亨德里克森所處的海拔為高於海平面111米（即364英呎），而該地所採用的時區為UTC-6，即北美中部時區（CST）。同時該地設有夏令時間，為UTC-6調快一小時，即UTC-5（CDT）。